# Dulliken
Dulliken is een gemeente en plaats in het Zwitserse kanton Solothurn en maakt deel uit van het district Olten.

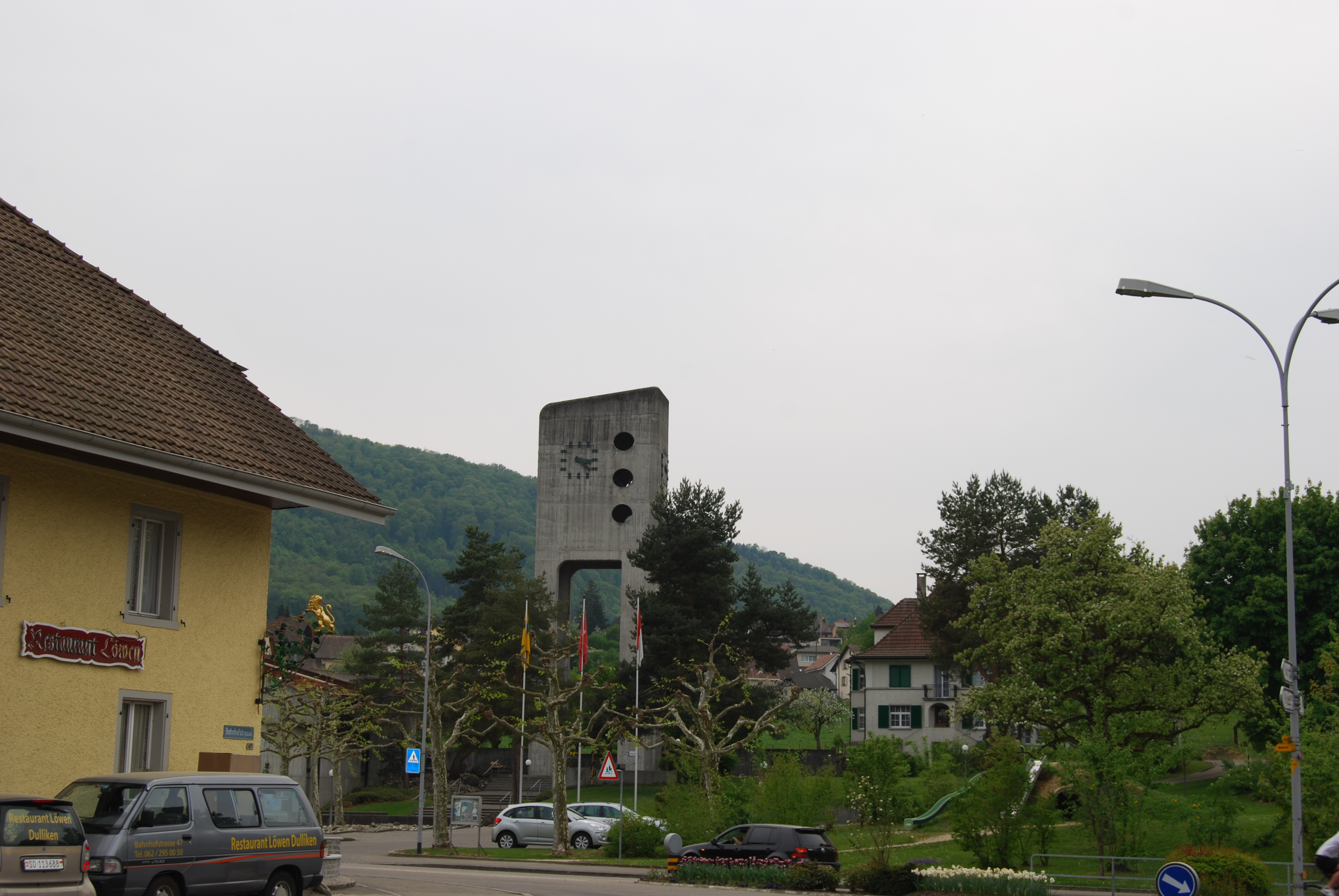
Dulliken

Dulliken telt 4764 inwoners.